# Kirche Santo Stefano (Tesserete)

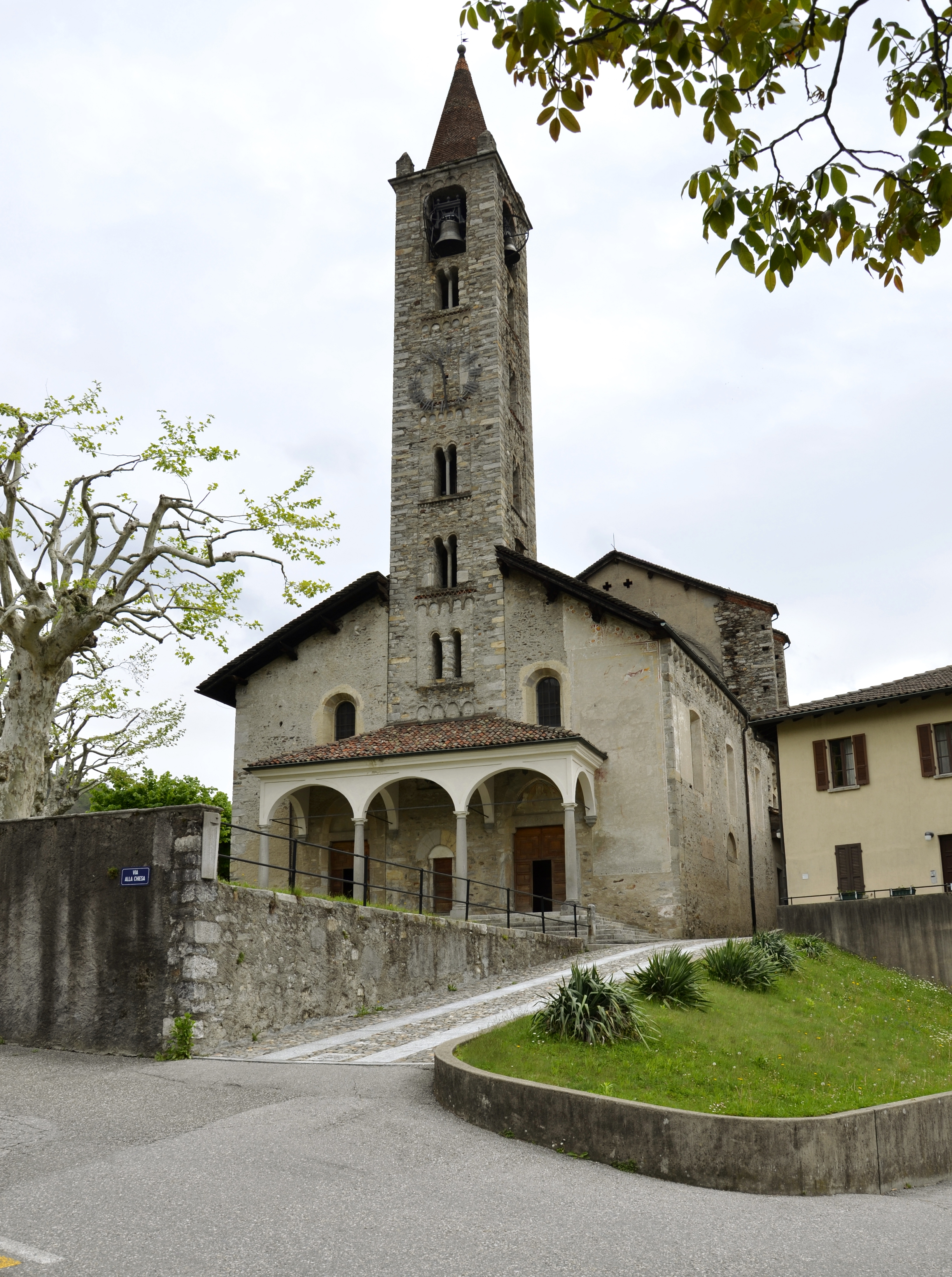
Santo Stefano in Tesserete, Ansicht von Westen

Die Propsteikirche Santo Stefano steht in Tesserete im Kanton Tessin in der Schweiz. Sie ist ein Schweizer Kulturgut von nationaler Bedeutung. Die Kirche Santo Stefano und die gleichnamige Pfarrgemeinde gehören zum Vikariat Lugano des Bistums Lugano. Kirchenpatron ist der heilige Märtyrer Stephanus.

## Beschreibung

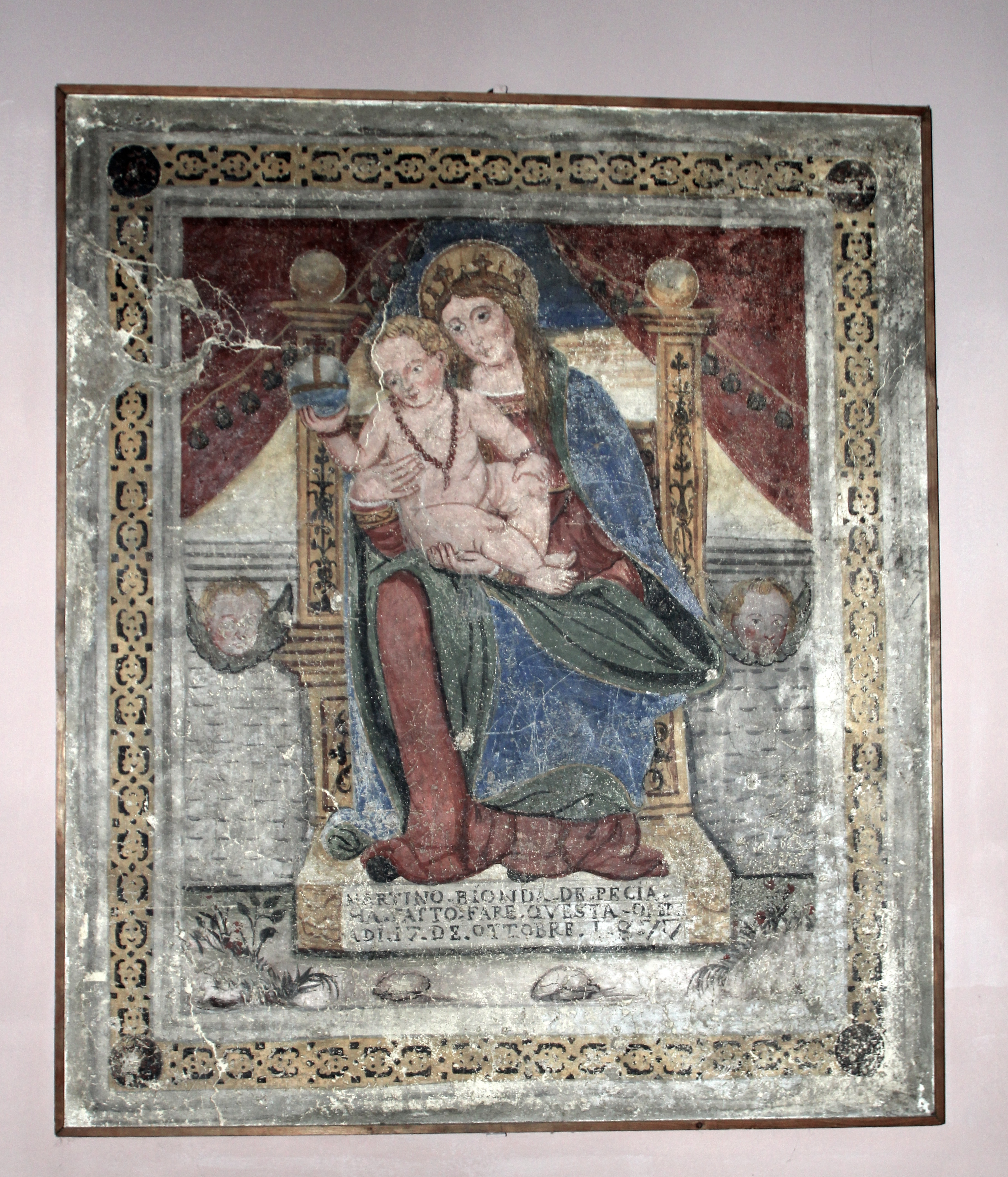
Madonna mit Kind, 1577

Erstmals erwähnt wird die Kirche im Jahr 1078. Durch einen Neubau um 1444 und eine deutlich höhere Verlängerung nach Osten und Norden im dritten Viertel des 18. Jahrhunderts erhielt sie ihr heutiges Aussehen. Vom romanischen Vorgängerbau hat sich nur der siebengeschossige Turm in der Mitte der Fassade mit Blendarkaden, Zwillingsfenstern und dem mittelalterlichen Kegeldach erhalten. Der Fassade vorgelagert ist eine dreijochige Säulenvorhalle; auf der rechten Seite finden sich Reste eines gotischen Christophorusgemäldes.
Das Innere der Kirche ist mit zahlreichen Bildern, Fresken, Stuckaturen und Marmor reich ausgestattet. Das breite Kirchenschiff mit mehreren durch Gurtbögen voneinander abgetrennten Seitenkapellen ist mit vier spitzbogigen Kreuzgewölben gedeckt. Der halbrunde eingezogene Chor mit Tonnengewölbe gehört zur barocken Bauphase. Das vierzehnplätzige Chorgestühl aus Walnussholz hinter dem klassizistischen Hochaltar ist ein Werk der Renaissance aus dem Jahr 1568 und wurde von Andrea Caratano aus Varese geschaffen. Der Hochaltar selbst mit Säulentempietto wurde im frühen 19. Jahrhundert vom Architekten Luigi Canonica entworfen. Dahinter hängt ein bemerkenswertes Gemälde der Steinigung des heiligen Stephanus aus dem Jahr 1580. Auf der Innenseite des Turms, über dem Eingang, ist eine Kreuzigungsgruppe aus dem 15. Jahrhundert angebracht.
Orgel und Glocken
- Die Orgel im vorderen Teil der Kirche wurde 1953 von den Orgelbauern Balbiani-Vegezzi-Bossi aus Mailand gebaut. Sie verfügt über 16 Register auf zwei Manualen und Pedal.[1]
- Im Kirchturm befindet sich ein fünfstimmiges Glockengeläut mit den Schlagtönen d' – e' – fis' – g' – a'.[2] Mit den Glocken wird das im Tessin und im Mailändischen Oberitalien verbreitete „ambrosianische Läuten“ praktiziert, bei dem die Glocken einen Schwungwinkel von fast 360 Grad haben.[3]

## Bilder

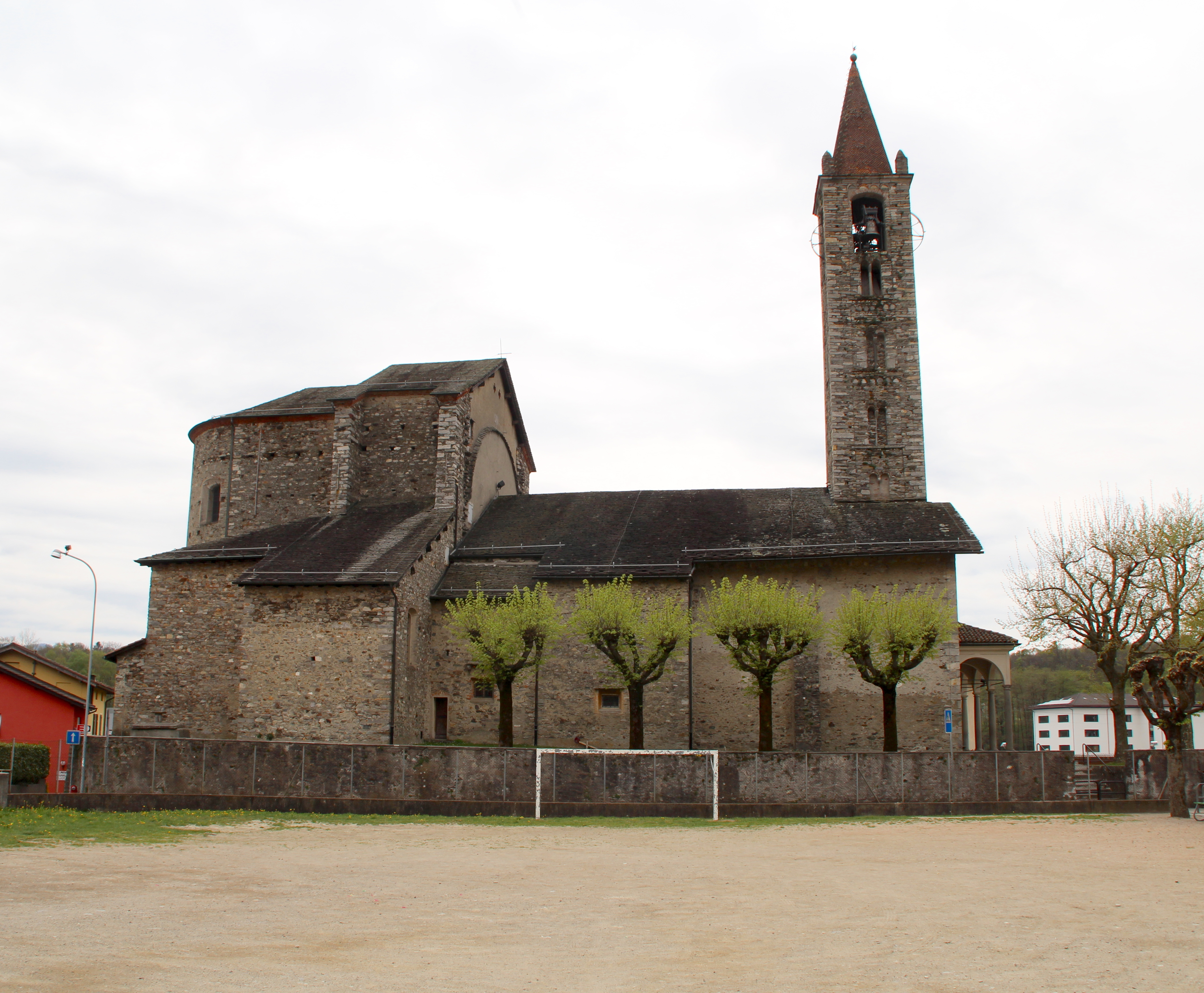
Nordseite
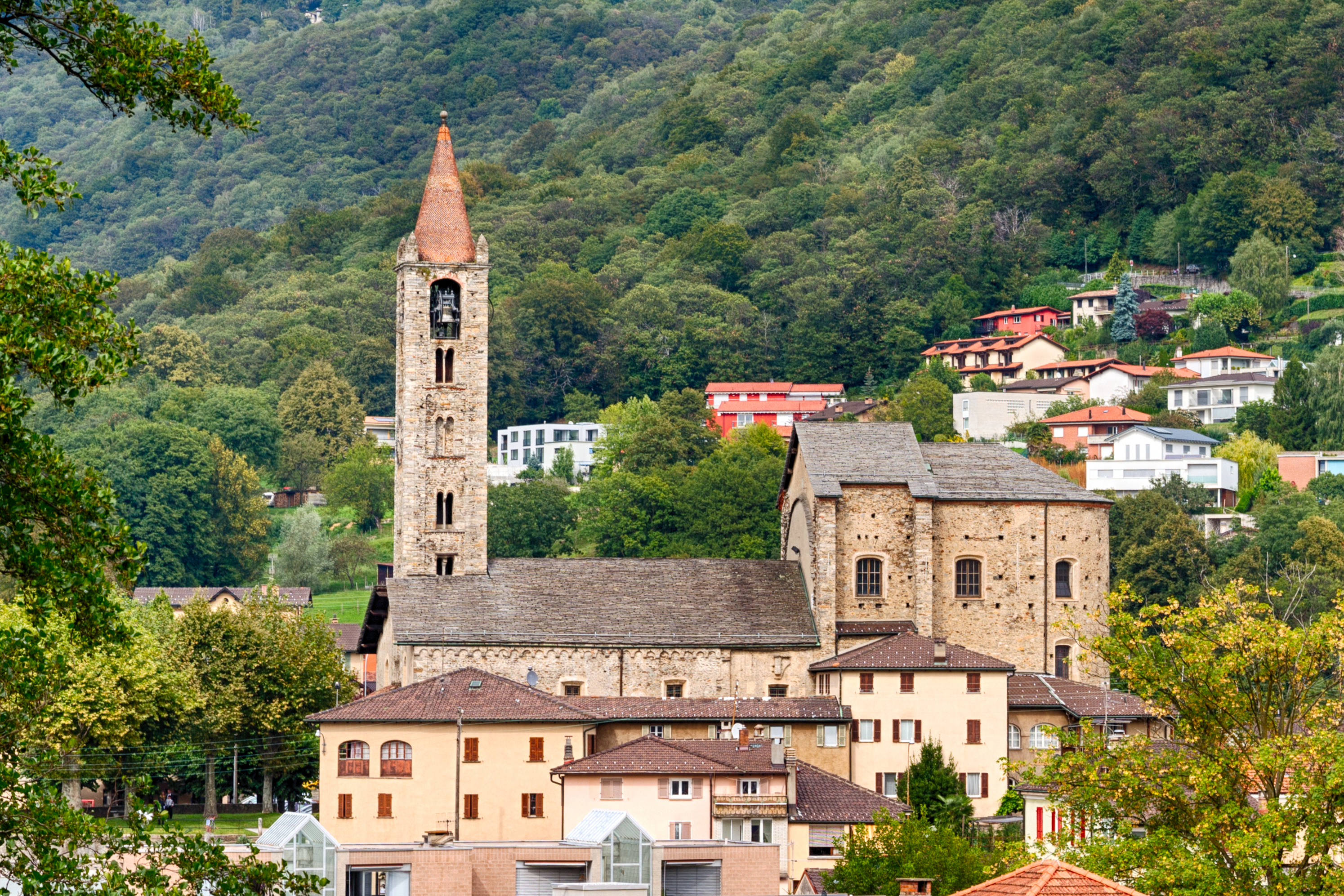
Südseite
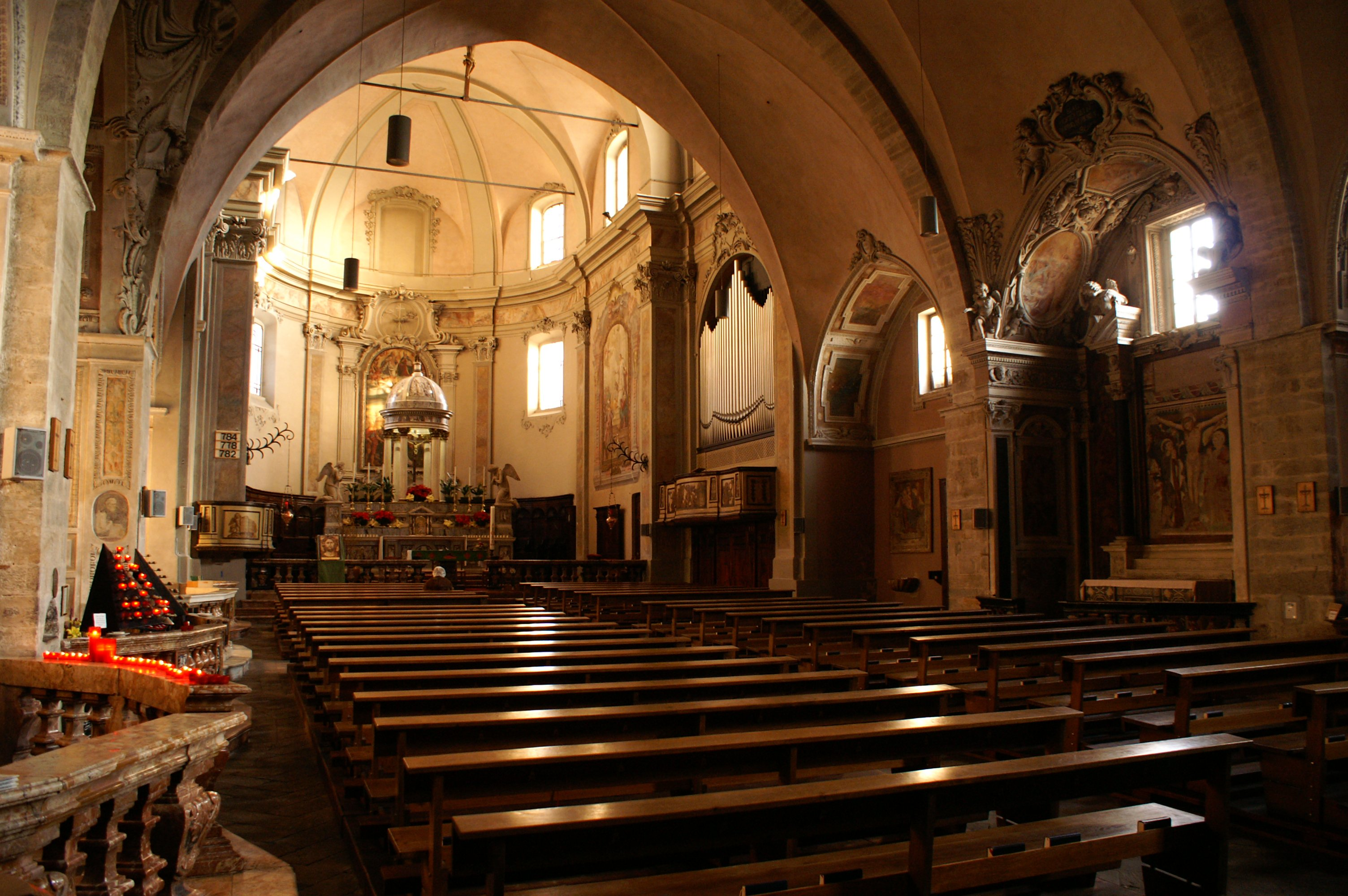
Inneres
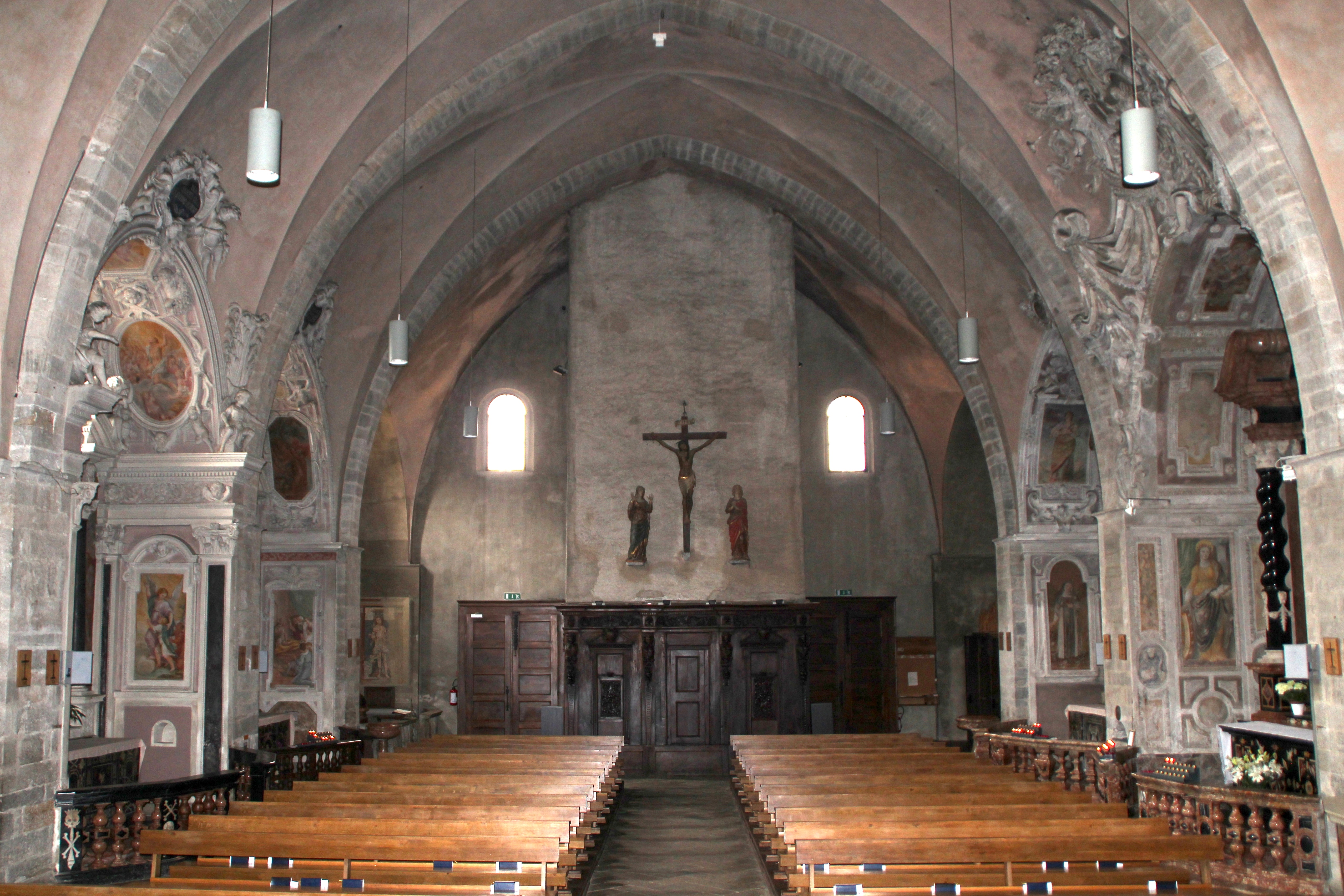
Blick Richtung Ausgang
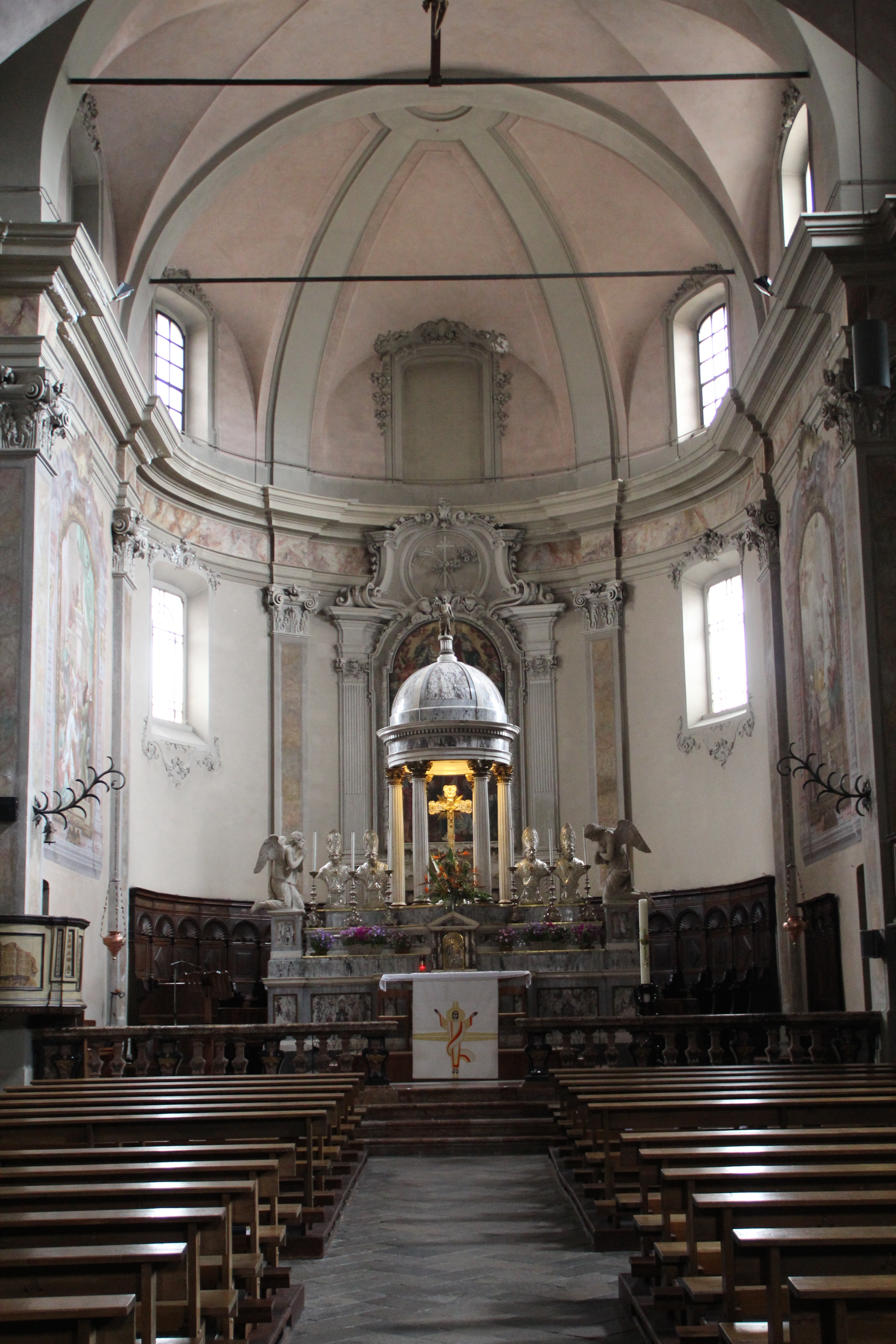
Blick zum Hochaltar
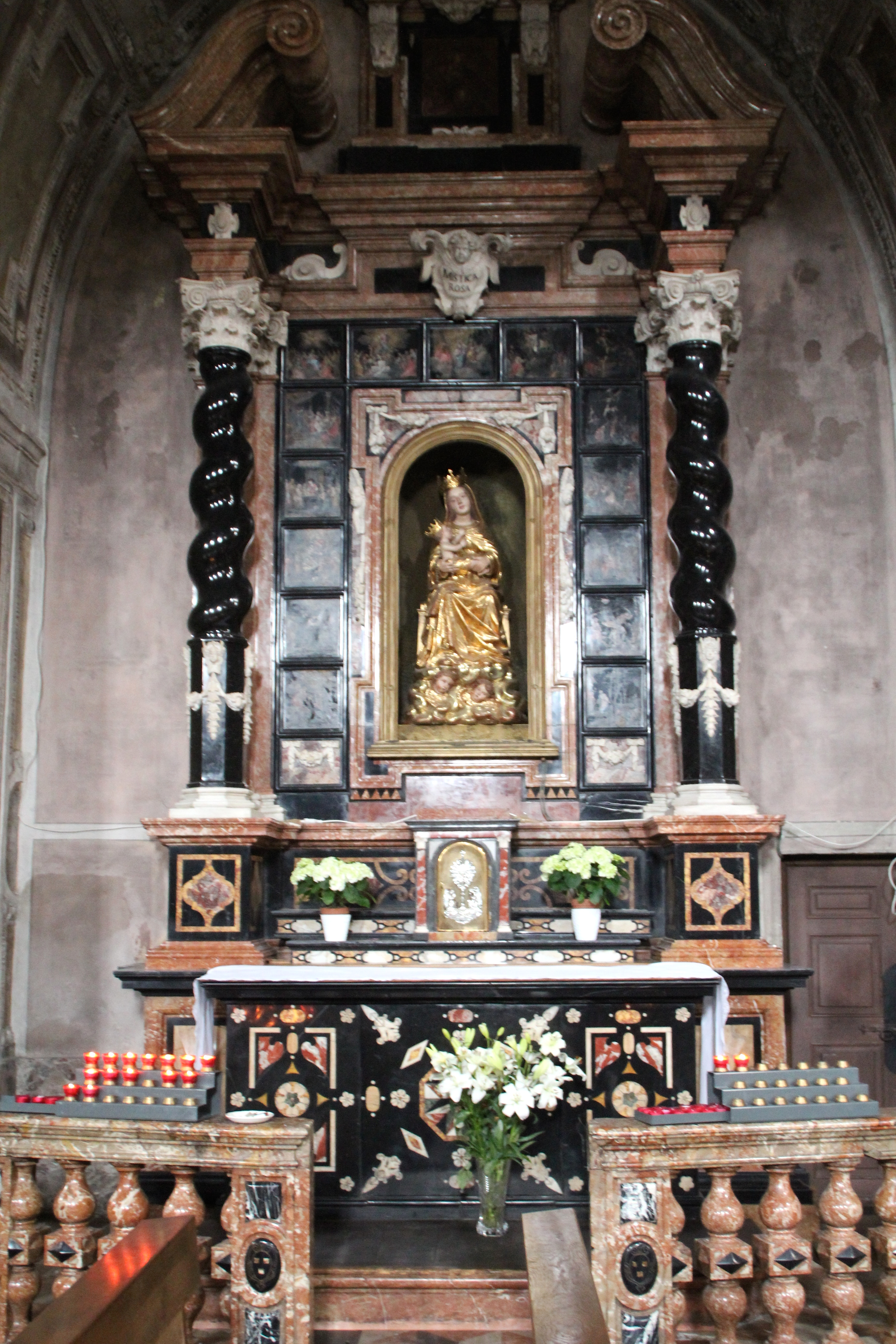
Muttergotteskapelle

## Nachweise
1. ↑  Orgelverzeichnis Schweiz und Liechtenstein: Parrocchia S. Stefano Tesserete TI (mit Disposition)
2. ↑  Das Geläut von Santo Stefano auf youtube.com
3. ↑  siehe dazu: Campanae Helveticae, Ausgabe 7-8 (1999)

Koordinaten: 46° 4′ 3,4″ N, 8° 57′ 55,9″ O; CH1903: 718140 / 102936